# Covenant
El Pacto (Covenant en inglés) es una alianza ficticia del universo de Halo que está conformada por varias razas alienígenas, unidas por la religión y las fuerzas armadas que, a pesar de trabajar juntas, muestran mucha tensión entre ellas, incluyendo el papel de los Profetas Jerarcas: Pesar, Verdad y Piedad. La sociedad Covenant está conformada por los Elites, Grunts, Jackals (y sus variantes, los Skirmishers), Drones, Hunters, Brutes, Huragok y San'Shyuum (Profetas).

## Historia
Los Profetas  avanzaban tecnológicamente, debido al estudio de reliquias Forerunners, mientras que los Elites (Sangheili), veían esto como una herejía. Este fue el motivo de la guerra. Sin embargo, cuando los sangheilis se dieron cuenta del beneficio que les podría traer usar estas reliquias, cesaron con la guerra, y se unieron con los Profetas prometiendo ser sus protectores.
Al principio el Covenant existía como dos razas unidas en un pacto de no agresión. Sin embargo, conforme fue pasando el tiempo, se fueron anexando (o esclavizando) más especies, hasta volverse un inmenso imperio estelar, que controlaba casi todo el Brazo de Orión de la Vía Láctea.
La primera especie anexada, fueron los Lekgolos, quienes opusieron una férrea resistencia a ser anexados, sin embargo acabaron derrotados por la superioridad tecnológica del Covenant. Luego fueron anexados los Yanme'e, los cuales casi no se opusieron a la conquista. Luego se anexaron a los Kig-Yars (Jackals), los cuales también se opusieron, pero no pudieron contra el Covenant. Luego vinieron los Unggoys y finalmente los Jiralhanae. También fue anexada una especie artificial creada por los Forerunners, los Huragok, la cual posiblemente fue descubierta mientras se buscaba reliquias Forerunners.
Todas estas especies, seguían una misma religión (la adoración a los Forerunners), y un mismo objetivo, encontrar los 7 anillos de Halo (Halo Array) y activarlos, para así alcanzar "El Gran Viaje", y convertirse en Dioses (como lo hicieron los Forerunners). Ninguna de estas especies sabían el verdadero propósito de estos anillos, y las graves consecuencias que traerían al ser activados.
El Covenant tuvo que afrontar muchos problemas durante su historia, como la anexión de los Hunters, debido a que estas especie se resistió en ser anexada, por lo que tuvieron que librar una larga guerra contra ellos; o la "Rebelión Unggoy", cuando los Grunts se revelaron debido a que eran oprimidos y despreciados por las demás especies del Covenant.
Durante mucho tiempo el Imperio Covenant gozó de un gran apogeo, con muchas especies y territorio conquistado a lo largo de la galaxia, aunque nunca faltaban algunos conflictos internos, que rápidamente eran resueltos.
Luego de mucho tiempo, el Covenant descubrió a los Humanos en 2525, en la colonia agrícola conocida como Harvest. Antes de contactar con ellos, decidieron estudiarlos, y se enteraron de una terrible verdad. El Covenant siempre había creído que sus especies eran los "elegidos" de los Forerunners, sin embargo una IA Forerunner ("Oráculo") les dijo que los Humanos, conocidos como Reclamadores por los Forerunners, eran los verdaderos elegidos. Con el fin de mantener al Covenant intacto, El Profeta de la Verdad, usurpó el poder de los líderes del Covenant, y declaró la guerra contra la humanidad.
Fue en esta guerra, en la que el Covenant encontró los anillos de Halo.
La guerra fue una campaña genocida debido a la poca resistencia que tenían los humanos contra la enorme flota del Covenant, que superaba a la Humana en cuanto a tecnología y números.
El Covenant, con superior fuerza y tecnología, masacró a la humanidad en cientos de mundos (como Harvest, Madrigal o Reach). La humanidad, controlada por la UNSC y la ONI, solo consiguió unas pocas victorias a lo largo de la guerra Humano-Covenant, como la Batalla de la Instalación 04, todo esto, gracias a la ayuda de los Spartans (SPARTAN-IIs principalmente), soldados humanos mejorados genéticamente usados cómo recursos estratégicos para batallas criticas.
En etapas tardías de la Guerra (Septiembre de 2552), el Parásito (El Flood), que estaba contenido hasta aquel momento, fue liberado accidentalmente en la Instalación 04 (Alpha Halo), entrometiéndose en la guerra.
Después de una fallida invasión Covenant a la Tierra, el Jefe Maestro y un grupo de soldados, inició una misión en la Instalación 05 (Delta Halo), la cual consistía en matar al Profeta del Pesar, uno de los Líderes religiosos del Covenant, cosa que lograron.
Esto desencadenó una crisis interna en el Covenant y los Profetas pusieron a los Jiralhanae en muchos cargos, que antiguamente ocupaban los Elites, tras considerarlos indignos e incapaces de Proteger al Covenant. Esto ocasionó una guerra civil dentro del Covenant, conocida como "El Gran Cisma", donde todo el Covenant se dividió entre los Elites y los Brutes. Además, los elites se enteraron de la verdad de los anillos de Halo, gracias a 343 Guilty Spark, monitor de la Instalación 04 y antigua inteligencia forerunner. Esto ocasionó la separación de la mayoría de esta especie del Covenant, el cuál se fragmentó en Separatistas (Elites) y Fieles al Covenant (Brutes).
Los Elites separatistas, liderados por el Inquisidor (antiguo Comandante Supremo de la Flota "Justicia Particular" del Covenant y responsable de la destrucción de muchas colonias humanas incluyendo Reach) se aliaron con los Humanos, contra el Covenant y sus fieles.
El Covenant, últimamente decidió desistir con la guerra, y concentrarse en activar al Arca, una antigua instalación Forerunner, desde donde se podían activar todos los Anillos de Halo. La flota Humano-Separatista los siguió al Arca (cuyo portal se encontraba en la Tierra), en donde Thel 'Vadam (El Inquisidor) logró matar al Profeta de la Verdad, acabando así con la guerra.
Luego de la separación de los Élites, de la derrota de los Leales Covenant y de la muerte de los tres Profetas Jerarcas, el Imperio Covenant dejó de existir. De ahora en adelante, las especies que alguna vez pertenecieron al Covenant, se hallan reunidas en varias facciones cada una con objetivos diferentes, algunas (como la liderada por Thel 'Vadam) se encuentran en paz y hasta cooperan con la UNSC.
Fueron varios factores, como el Gran Cisma, o El Flood, quien le hizo mucho más daño al Covenant que la humanidad, y dichos factores permitieron que la UNSC sobreviviera a esta guerra, la cual finalizó oficialmente el 3 de Marzo de 2553 por medio del Tratado de 2552.

## Inquisidor
En tiempo de crisis, un guerrero Elite es elegido para portar la antigua armadura, y asumir el rol del Inquisidor, la Voluntad de los Profetas. La naturaleza de los retos del Inquisidor (las insurrecciones y batallas) garantizan su muerte, pero también un lugar en el Mausoleo del Inquisidor para dormir con los demás fallecidos. El Inquisidor tiene una gran influencia sobre el Covenant por la razón que tiene la suficiente capacidad para levantar a muchas razas en armas y lograr hacer una guerra civil que podría acabar con el Covenant y sus seguidores (brutes, jackals, hunters y algunos grunts). Al inicio de Halo 3 el Inquisidor y el Jefe Maestro se encuentran cara a cara en África en la Tierra, después que el Jefe Maestro salta de la nave en donde venía Verdad y la última flota restante del Covenant.

## Herejes
Poco se sabe acerca de los Herejes, y aún menos de su líder, Sesa's Refum. Se puede asumir que ellos, o algunos de ellos, recuperaron a 343 Guilty Spark de los restos de la Instalación 04. Aprendieron sobre el verdadero propósito de Halo e iniciaron una rebelión en contra del Covenant, con una pequeña guerra civil. Establecieron una base, como una nación independiente en una estación de investigación forerunner en la atmósfera de Threshold, el planeta de gas gigante donde Alpha Halo orbitaba. Al final el cabecilla hereje, Sesa' Refumee muere a las manos del Inquisidor. Pero a pesar de todo él tenía razón acerca de el Gran Viaje, era la destrucción de todos a escala galáctica y si no hubiera muerto podría haber hecho entender a los Covenant acerca de Halo.

## Razas
La sociedad Covenant esta enormemente segmentada y consiste en una confederación de razas. Aunque una revisión sociopolítica es importante para conocer los detalles de la sociedad Covenant incluyendo el papel de los Profetas, la clave para hacerles frentes es conocer las diferentes clases que hay en el Covenant. 

### Grunts(unggoys)
Los unggoys, o grunts, son el forraje de las fuerzas militares Covenant; los grunts casi siempre viajan con aliados más poderosos. Individualmente son fáciles de derrotar, pero en grupos pueden ser mortales. Su armadura parece que es un mecanismo de soporte de vida. Ellos son conocidos por utilizar una variedad de armas del Covenant, como la pistola de plasma, aguijoneadores, granadas de plasma, incluso los cañones de combustible.
Se cree que se perdieron aproximadamente 2 349 881 746 235 grunts durante la guerra. Muchos muertos a causa de los floods.

### Jackals(kig-yars)
Los kig-yars, jackals o chacales, sirven como asesinos, y tienen un excepcional sentido de la vista, olfato y oído. Ellos usan pistolas de plasma, carabinas, rifles de haz y llevan consigo un fuerte escudo de energía que compensa su debilidad física.
Se cree que se perdieron aproximadamente 978 344 192 300 Jackals.

### Hunters(lekgolos), los cazadores
Los hunters, o lekgolos por su nombre Covenant, son más bien tanques vivientes. Los hunters miden 3.65 metros de altura, y en combate se contraen aproximadamente 3.40 metros, aunque realmente los hunters son gusanos diminutos, los cuales al juntarse forman el Hunter que todos conocemos. Los hunters pelean con dos diferentes tipos de cañones de combustible integrados en sus respectivas armaduras.
Se pueden matar rápido por detrás, por donde los gusanos no están protegidos por la armadura.
Se cree que murieron 689 356 son el aproximante de Hunters perdidos.

### Elites (sangheilis)
Los sangheilis, o por el nombre que los humanos los hacen llamar, elites, son el corazón de hierro de las fuerzas militares del Covenant. Hay unas cuantas variantes de los elites, pero casi todos miden 2.40 metros, y son increíblemente fuertes. Su fuerza les permite utilizar la fuerza bruta cuando sea necesario, pero además son capaces de hacer brillantes estrategias a la hora de la batalla. Su resistencia natural reside que ellos llevan consigo un escudo de energía por todo su cuerpo, que puede recargarse. Ellos pueden usar las pistolas de plasma, rifles de plasma, aguijoneadores, carabinas, rifles de haz, cañones de combustible, y la formidable espada de energía.
El número de sangheilis perdidos es de 321 675 107 perdidos y 354 por los floods.

### Brutes (Jiralhanae)
Los brutes, o por su propio nombre, jiralhanaes, al principio tenían una labor socio-religiosa escasa, usados en pocos combates (por ejemplo en Harvest), pero con la degradación de los elites, han adquirido el lugar de estos como infantería principal, ahora ellos están envueltos como la Guardia Ceremonial de los Profetas, y los protegen ferozmente, siendo el más destacado entre todos Tartarus.
En sí no se sabe con exactitud el número de brutes perdidos en mi parecer son 375 768 756 muertos en guerra pero 347 285 
por los floods.

### Drones (Yanme'e)
Los yanme'es o drones son insectos con alas. A pesar de que fueron parte del Covenant por un tiempo, ellos recientemente fueron reasignados a ser combatientes. Su uso primario antes de estar en batallas, era en la asistencia de creación, reparación o mantenimiento de naves ya que pueden estar en ambientes como el espacio.

### Skirmisher (T’vaoan), los hostigadores
Se trata de un nuevo tipo de enemigo introducido en Halo: Reach. Los hostigadores son implacables cazadores de choque y una nueva y peligrosa amenaza para los defensores humanos. Al igual que sus primos los kig-yars, los T’vaoan llevan consigo un par de pequeños escudos ubicados en la muñeca del T’vaoan usado como sistema de defensa. A diferencia de sus primos King-yars, los ‘’T’vaoan son más escurridizos, hábiles, y veloces lo cual los convierte en un enemigo digno a la hora de enfrentársele. El rango menor de hostigador está representado en su armadura de color gris oscuro y viene con el nuevo rifle aguijoneador y una granada de plasma.

### Ingenieros (huragoks)
Los huragoks o ingenieros, según los humanos, son la única raza del Covenant que no es combatiente. Mientras que los profetas guían, dirigen, y controlan todas las investigaciones Covenant, es el ingeniero quien excava, deshabilita y transporta los artefactos forerunners. Esto remarcables aliens son pacientes, callados y completamente enfocados en las implicaciones de su religión.
Fueron creados por los forerunners. A diferencia de otras especies del Covenant, los huragoks no distingen entre aliados o enemigos. Simplemente buscan tecnología que puedan reparar o manipular. Durante la batalla de Sigma Octamus IV, John-117 vio como un huragok desmantelaba, modificaba varias veces, y reensamblaba el motor de un vehículo en cuestión de segundos. Incluso, un huragok reparó el sistema de escudos dañados del SPARTAN. Debido a su origen "artificial", pueden ser "reparados" por otros huragoks.
Su concentración se describe como un estado de trance que los ha poseído. Su comunicación es solo con los profetas, y puede ser un hecho que contribuyen al balance entre los elites y profetas, y usualmente ignoran lo que los profetas reclaman como un artefacto forerunner. Una característica de los Engineers, es que ellos siempre tratan con las estructuras forerunner, y siempre sabrán cuáles son artefactos forerunner y cuáles no.
Algunos ingenieros son usados para la construcción y reparación de naves Covenant pero dentro de ellas, ya que los Drones lo hacen por fuera. Los ingenieros son amorfos, con piel color púrpura, tienen seis ojos oscuros, y tienen cuatro tentáculos que pueden contraerse. Los ingenieros utilizan una sustancia que segregan llamada Cilia, para construir, o reparar lo que tengan cerca. Ellos pueden tomar partes de vehículos destruidos y repararlos en poco tiempo. Ellos han aprendido a obtener información para utilizarla en un futuro. Los ingenieros no son combatientes, y muy rara y difícilmente se les ven en situaciones de combate(esta especie sale en las historietas de Halo, Halo: Reach, Halo 3 ODST y en Halo Wars).
Una nueva aparición de esta raza Covenant, con un vistazo más profundo de sus capacidades, ocurre en Halo 3 ODST, cuando Buck encuentra la cápsula estrellada de la capitana Dare. Luego, se les aprecia más de cerca en algunos niveles con Rookie. Al final, Johnson revela que las armaduras que poseen estas frágiles criaturas son dispositivos de autodestrucción que, a la vez, protegen con potentes escudos a sus aliados, y que estas armaduras fueron puestas sobre estos de forma involuntaria.
Un rasgo que los distingue de otras especies del Covenant es que los huragoks son pacíficos. Lo único que buscan es cumplir con su deber, y evitan todo tipo de acciones que puedan dañar a otros (aunque no se preocupan si el vehículo reparado puede ser usado para matar). A pesar de su naturaleza callada, algunos huragoks han llegado a crear lazos de amistad con otras especies, generalmente unggoys o grunts.
Irónicamente, un huragok fue responsable de la primera baja humana en la guerra humana-covenant. Un huragok, Lighter Than Some, detectó una reliquia forerunner a bordo de un pequeño navío. El piloto (y único ocupante) intentó defenderse, pero el huragok intentó proteger a un grunt amigo suyo lanzándole una roca al piloto.

## Sociedad
Los Covenant son extremadamente religiosos, gobernados por los Profetas jerarcas, aconsejados por el "Alto Concilio" que se divide en tres secciones diferentes:

### Consejo de la Concordancia
Su función es aconsejar para mantener la armonía y la paz dentro del Covenant.

### Consejo de la Doctrina
Su función es la sección élite de la casta, y ofrece consejos militares y estratégicos.

### Consejo de los Maestros
Su función es administrar las redes y ejércitos Covenant.

### Los Profetas
El Covenant era regido por tres profetas, llamados los profetas jerarcas: Verdad, Piedad y Pesar.
El Covenant adora a los forerunners, una raza antigua y desconocida que dejó atrás muchos artefactos y reliquias tecnológicas. Los actuales herederos de éstos son los Humanos, de ahí el odio que tienen los Profetas hacia la raza humana. Se cree que los Covenant conquistan a las diferentes razas y las obligan a unirse a su culto. El mundo principal del Covenant es la ciudad espacial móvil de Suma Caridad.
En el año 2552, parte de la Novena Era de la Reclamación en el calendario Covenant, se produjo una guerra civil causada cuando los Profetas reemplazaron a los Elites por los Brutes en la mayoría de las posiciones militares como resultado del asesinato del profeta jerarca del Pesar. Actualmente, las fuerzas leales incluyen a los Profetas jerarcas, los brutes, los chacales y a los drones. Los Separatistas son liderados por los elites e incluyen a los cazadores y a los grunts, y finalmente aparecen aliados con los humanos, aunque en Halo 3 sólo los elites están del bando separatista. Se cree que los ingenieros trabajan indistintamente en ambos bandos. 
Aunque la guerra civil es la mayor revuelta conocida, ha habido siempre grupos que no están de acuerdo con la doctrina de los Profetas. Un grupo herejes liderado por un elite al cual se le llama el líder hereje, había tomado posesión de una estación forerunner en la atmósfera gaseosa del planeta gigante Threshold; alrededor del cual giran los restos de la Instalación 04. Este Líder Hereje es asesinado por el actual Inquisidor.

## Fuerza militar
El Covenant posee una de las fuerzas militares más grandes del universo; su tecnología es mucho más avanzada que la de los humanos, y la mayoría de sus ciudadanos (Excepto los Ingenieros) están armados. El Consejo de la Doctrina aconseja a los profetas jerarcas en la mayoría de las tácticas militares.
El ejército Covenant utiliza un sistema de rangos basado en el color de la armadura (en los elites y en los grunts), en el color de los escudos (en los chacales) o de cualquier tipo de protección que se esté utilizando (brutes). Los cazadores y los drones no se encuentran incluidos dentro del sistema de rangos. La fuerza de cualquier soldado Covenant depende del rango: los soldados de alto rango son más fuertes que sus contrapartes de rangos más bajos, debido a un mejor equipo y entrenamiento.
Brutes:
- Pelo pardo: brute estándar.
- Pelo blanco: tiene un mayor estatus dentro de la cultura brute, pero no necesariamente un rango mayor al de los brutes de pelo pardo.
- Brute con estandarte: capitán de un grupo de brutes.
- Brute con casco de guardia de honor: guardia de honor estándar. Los guardias de honor elites fueron reemplazados con los guardias de honor brutes después de la muerte del profeta del Pesar.
- Brute con estandarte y casco de guardia de honor: equivalente en rango a los guardias de honor ultra.
- Brute al mando (Tartarus). Generalmente llevan un martillo gravitatorio; Tartarus era el cabecilla de los brutes y los dirigía en la mayoría de sus operaciones hasta que fue muerto a manos del Inquisidor.

Nuevos rangos con corazas potenciadas (escudos), en Halo 3:
- Brute Armadura Azul Claro/Morado - Brutes estándar.
- Brute "Volador" - Brute similar al Elite Ranger, aunque esta clase solo dura poco tiempo en el aire.
- Brute Armadura Azul Oscuro/Dorado - Brute Capitán de los Brutes estándar.
- Brute Armadura Rojo/Oro(conocidos como caudillo brute para los humanos)- El mayor rango, usan Martillos de Gravedad similares al de Tartarus, cañones de combustión y Cañones de plasma.
- Brutes de camuflaje activo- Brutes con equipo de invisibilidad, normalmente portan inhibidores de radar y aplastadores.
- Brute en Jefe(subjefe):Generalmente llevan un cañón de combustible y un martillo de gravedad.

Elites:
- Armadura Azul - Elite Estándar.
- Armadura Roja - Elite Mayor
- Armadura Blanca - Ultra, Comandante Spec Ops. Los Ultra son Comandantes de las tropas, llevan rifles de plasma y espada energética.
- Armadura Oscura(Negra, Azul marino, etc.) - Spec Ops(Special Operations) asignados a operaciones como infiltración, asesinato, etc.
- Armadura Blanca(Casco largo) - Elite del Alto Concilio, el puesto más alto entre los Elites.
- Armadura Roja(Señas de Guardia de Honor) - Guardias de Honor, usan es estandarte de Guardias de Honor, la espada y el rifle de plasma.
- Armadura de bronce - Elites Zealot, se dividen en Comandantes de Campo de batalla que comandan a la infantería. Comandante de Nave que comandan una nave capital. Comandante de Flota que comanda un grupo de naves pequeño. Comandante Supremo que comanda Flotas enteras.

Profetas:
- Profeta - Líder religioso del Covenant, los miembros menores conducen la investigación de la tecnología y artefactos Forerunner. Presumiblemente manejan a los Ingenieros.
- Profeta Concejal - Estos Profetas se sientan en el 'Consejo' hablando por la parte de los Profetas y de los intereses religiosos del Covenant.
- Profeta Jerarca - Tres Profetas Jerarcas asumieron el control absoluto del Covenant. El más alto Profeta, era el Profeta de la Verdad (muerto), seguido por el Profeta de la Piedad (muerto), y finalmente por el Profeta del Pesar (muerto).

En el final de Halo 2, el único jerarca sobreviviente es el Profeta de la Verdad, por lo cual asume el mando único del Covenant y se convierte en el supremo Líder Covenant. En Halo 3 se acaba el liderazgo de Verdad, ya que muere a manos del Inquisidor.

### Armamento
El Covenant hace alarde de un gran arsenal de armas de proyectiles de plasma. La mayoría su armamento usa un sistema magnético que dirige los proyectiles a los blancos que los humanos solo han podido aplicar en armas de naves espaciales. En la novela "First Strike", se revela que las armas que los Covenant utilizan están basadas en tecnología Forerunner.
El armamento basado en plasma es muy efectivo contra los escudos de energía. El índice de fuego es muy alta, pero la fuente de poder no puede ser recargada, y si se dispara repetidas veces en un corto intervalo el arma se sobrecalienta, lo cual reduce la energía y obliga a un ciclo de enfriamiento, durante el cual el arma no puede ser disparada.
Cuando Cortana se transfirió a la nave insignia Covenant Ascendant Justice, nave capital de la flota Particular Justice que atacó Reach y Alpha Halo (Instalación 04) encontró un método para utilizar las bobinas de la torreta de plasma para enfocar los generadores de plasma y acortar el tiempo de carga y calibración de blanco. En vez del proyectil esférico Covenant, Cortana enfocó los disparos en forma de rayo. La inteligencia artificial Covenant a bordo en ese momento, aprendió los métodos de Cortana, y procedió a informar a una nave Covenant de esta tecnología. Los Covenant son ahora vistos utilizando este nuevo formato en sus armas en Halo 2.
Algunas de las Armas del Pacto son:
- Pistola de plasma: arma sencilla, la utilizan los Grunts, Drones y los Jackals.
- Rifle de plasma: arma parecida a la pistola de plasma, pero con una mayor tasa de disparo.
- Aguijóneador: arma más poderosa, la utilizan los Grunts, Jackals, Drones y los Elites.
- Arma de combustible: es un arma pesada, comparable al lanzacohetes humano, la diferencia es que tiene una mayor tasa de disparo.

Martillo gravitatorio: una de las armas más poderosas solo la utilizan los brutes.
- Espada de energía, arma de combate cuerpo a cuerpo, solo la utilizan los elites de alto rango.

### Vehículos
La mayoría de los vehículos Covenant puede flotar en cualquier clase de terreno, y parece que utilizan un "motor propulsor de gravedad aumentada".
Entre estos vehículos podemos encontrar los Ghosts (una especie de motos con dos cañones de plasma al centro)y la Banshee (una nave atmosférica que tiene dos cañones al frente y puede lanzar un disparo de alto poder parecido al disparo de un Cañón de Combustible). También se encuentra el wraith, una especie de tanque con mortero de plasma, el seraph, una nave caza con dos torretas de plasma, escudos y un alto blindaje, el shade, una torreta que aunque es inmóvil es considerada un vehículo, la moto o brute chopper, parecida a un ghost pero es usada por brutes, el scarab, que a diferencia de los anteriores no emplean la propulsión antigravedad para moverse sino sus patas con unos propulsores en sus articulaciones que le permite maniobrar, el spectre, el vampire, el revenant, el phantom y el banshee espacial.